# Lena Joch
Lena Joch (* 22. September 1994) ist eine deutsche Skeletonsportlerin.
Lena Joch von der RSG Hochsauerland lebt in Olsberg und begann 2006 mit dem Skeletonsport. Trainiert wurde sie vom Landestrainer Nordrhein-Westfalens, Uwe Schupp. Die Schülerin gewann 2008 den Titel bei den Deutschen Jugend- und 2010 bei den Juniorenmeisterschaften. Sie bestritt ihr erstes Rennen bei den Frauen, als sie 2008 bei den Deutschen Meisterschaften antrat und 13. wurde. Zur Saison 2009/10 gab Joch ihr internationales Debüt im Skeleton-Europacup. Ihr erstes internationales Rennen bestritt sie mit 15 Jahren in Königssee und wurde dort hinter Sophia Griebel und Michelle Bartleman Dritte. Diese Reihenfolge wiederholte sich im folgenden Rennen an selber Stelle. Im dritten Rennen, das in Altenberg ausgetragen wurde, belegte sie hinter Griebel den zweiten Platz und wurde einen Tag später Vierte. In Igls verpasste sie in ihren Rennen fünf und sechs die Top-Ten-Ränge. Aus Altersgründen wurde sie danach aus dem Europacup zurückgezogen, belegte in der Gesamtwertung dennoch den siebten Rang. Zur Saison 2010/11 nahm Joch zunächst in Park City an einem Rennen des Skeleton-America’s-Cup teil und wurde Sechste. Es folgte der erste Einsatz im Skeleton-Intercontinentalcup in Winterberg. Bei ihrem ersten Rennen in der zweithöchsten internationalen Rennserie des Skeleton musste sie sich einzig Sophia Griebel geschlagen geben.